# Graulhet
Graulhet este o comună în departamentul Tarn din sudul Franței. În 2009 avea o populație de 12.121 de locuitori.

## Evoluția populației
| An        | 1975   | 1982   | 1990   | 1999   | 2006   | 2009   |
| --------- | ------ | ------ | ------ | ------ | ------ | ------ |
| Populație | 14.097 | 13.543 | 13.523 | 12.663 | 11.991 | 12.121 |